# Arthur Verbrugge
Arthur Pierre Marie Verbrugge (Brugge, 22 februari 1880 - Sint-Andries, 10 november 1965) was een Belgisch senator.

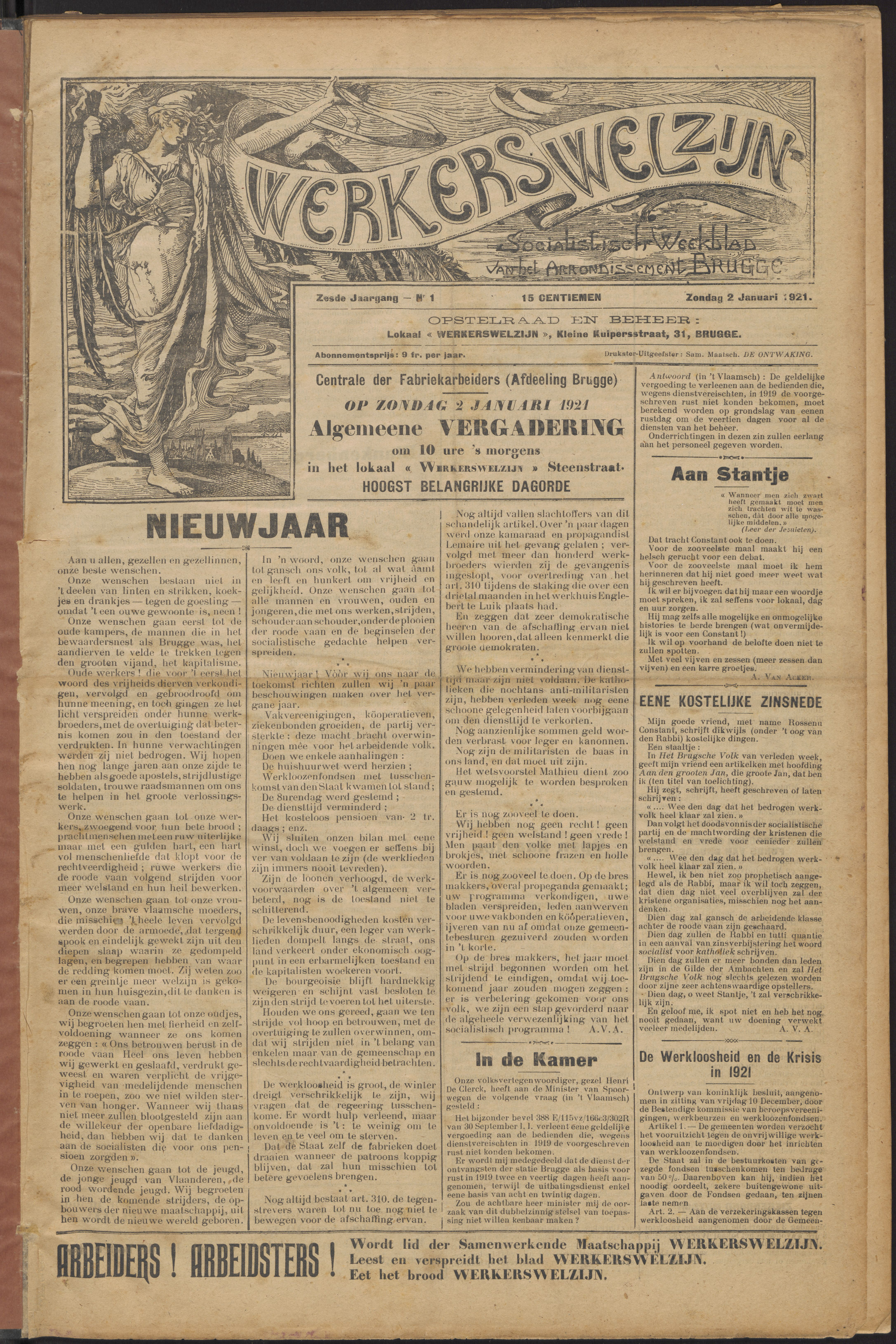
Voorpagina van de Werkerswelzijn van 2 januari 1921. Krant bewaard in en gedigitaliseerd door Openbare Bibliotheek Brugge.

## Levensloop
Verbrugge werd drukker-letterzetter. Toegetreden tot de socialistische beweging, was hij in 1897 medestichter van een vakbond voor boekdrukkers. Hij werkte mee aan de uitbouw van de socialistische ziekenfondsen. Hij werd bestuurslid van de Bond Moyson. Hij werd voor de federatie Brugge-Oostende van de socialistische mutualiteiten van West-Vlaanderen eerst secretaris (1913-1932) en vervolgens voorzitter (1932-1965).
Hij was medeoprichter, verantwoordelijk uitgever en hoofdredacteur van het lokale weekblad Werkerswelzijn.
Hij werd verkozen tot gemeenteraadslid van Sint-Andries (1921-1964). Van 1959 tot 1964 was hij schepen.
Hij werd bij herhaling socialistisch senator:
- 1921-1925 als provinciaal senator,
- 1925-1932 als senator voor het arrondissement Brugge,
- 1932-1936 als provinciaal senator,
- 1936 tot 1949 als senator voor het arrondissement Brugge.